# Partai Kebangkitan Bangsa

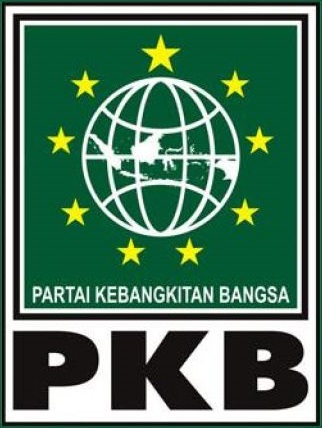
Partai Kebangkitan Bangsa dengan logo

Die Partai Kebangkitan Bangsa (PKB, übersetzt „Nationale Erweckungspartei“, „Partei des Nationalen Erwachens“, „Partei des Volkserwachens“ oder „Erweckungspartei des Volkes“) ist eine politische Partei in Indonesien. Sie wurde 1999 von Abdurrahman Wahid, dem Anführer der Gruppierung Nahdatul Ulama (NU), gegründet.
Die Nationale Erweckungspartei vertritt keine klare Ideologie. Sie stützt sich vorwiegend auf Muslime im ländlichen Java. Im Gegensatz zu ihrer Vorläuferorganisation NU strebt sie jedoch keine Islamische Republik an.

## Geschichte
Innerhalb der NU gab es schon seit dem Rücktritt Suhartos Bestrebungen, eine Partei zu gründen. Unter der Diktatur war die Anzahl der Parteien auf drei begrenzt. Wahid zögerte zunächst, da er befürchtete, eine rein islamische Partei würde entstehen. Anlässlich der Wahlen setzte sich die Idee jedoch durch. Die Parlamentswahlen 1999 gewann die PDI-P von Megawati Sukarnoputri, die PKB kam auf 12,6 % (über 13 Millionen Stimmen). Bei der Präsidentschaftswahl in der Beratenden Volksversammlung setzte sich Wahid aber mit Unterstützung der Golkar durch. Wahid war Präsident, bis er 2001 von der Volksversammlung wegen Inkompetenz und Verwicklung in Finanzskandale abgesetzt wurde. Vizepräsidentin Megawati folgte ihm im Amt.
Bei der Parlamentswahl 2004 kam die PKB auf 10,5 % der Wählerstimmen und 52 der 550 Sitze im Volksvertretungsrat. Bei den direkt durchgeführten Präsidentschaftswahlen unterstützte die Partei Susilo Bambang Yudhoyono von der Demokratischen Partei, der dann auch Präsident wurde.
Bei den Parlamentswahlen am 9. April 2009 wurde die PKB mit 4,9 % (etwa 5,1 Millionen Stimmen) und 28 von jetzt 560 Sitzen nur noch siebte Kraft in der Republik. Bei der anschließenden Präsidentenwahl vom 8. Juli unterstützte sie abermals die Kandidatur von Amtsinhaber Yudhoyono mit dem parteilosen Vizepräsidentschaftskandidaten Boediono, die mit überwältigender Mehrheit (fast 74 Mio. Stimmen entsprechend 60,8 %) erfolgreich waren.
Bei der Parlamentswahl im April 2014 verbesserte sich die Partei wieder auf 9,0 % der Stimmen und 47 Sitze, ist damit sechststärkste Kraft. Bei der im gleichen Jahr abgehaltenen Präsidentschaftswahl unterstützte sie den erfolgreichen Kandidaten Joko Widodo von der PDI-P.